# Katheryn Winnick
Pour les articles homonymes, voir Winnick.
Katheryn Winnick est une actrice canadienne, née le 17 décembre 1977 à Etobicoke (Ontario).
Elle débute à la télévision, en apparaissant dans de nombreuses séries télévisées, avant d'enchaîner les seconds rôles au cinéma : L'Amour sans préavis (2002), Amour et Amnésie (2004), Playboy à saisir (2006) et Amusement (2008).
Elle se fait ensuite connaître, grâce à sa participation à la sixième saison de la série télévisée Bones (2010-2011), puis poursuit sa carrière au cinéma, avec des longs métrages comme Âmes en stock (2009), Kiss and Kill (2010), Love, et autres drogues (2010), Les Derniers Affranchis (2012) et Art of the Steal (2013).
Elle accède à la popularité grâce au rôle de Lagertha, qu'elle incarne de 2013 à 2020 dans la série télévisée Vikings. Elle profite alors de cette nouvelle notoriété pour jouer dans des films comme La Tour sombre (2017), Speed Kills (2018) et Polar (2019).

## Biographie

### Enfance et formation
Katheryn Winnick, de son vrai nom Katerena Anna Vinitska, est née à Etobicoke (Ontario, Canada), par l'union de parents qui ont emménagé au Canada après la Seconde Guerre mondiale. Elle est d'ascendance ukrainienne. Pendant son enfance et jusqu'à ses huit ans, elle ne parle qu'ukrainien et apprend l'anglais à partir de cet âge.
À sept ans, elle commence à recevoir une formation dans les arts martiaux et obtient sa première ceinture noire à l'âge de treize ans.
À vingt-et-un ans, elle maîtrise deux styles d'arts martiaux (ceinture noire 3e dan en Taekwondo et ceinture noire 2e dan en Karaté) et devient garde du corps, ce qui de son aveu lui a été très utile pour son rôle dans la série télévisée Vikings.[réf. nécessaire] Puis, elle décide d'entamer une carrière d'actrice et suit des cours d'art dramatique pour tenter sa chance au cinéma.

### Carrière

#### Débuts télévisuel et premiers rôles au cinéma

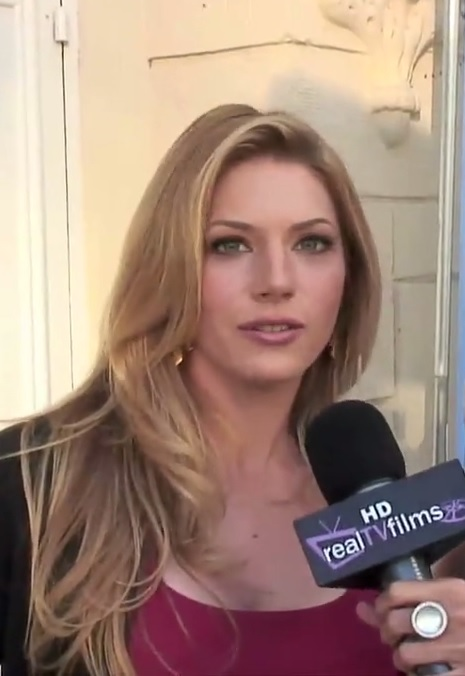
Lors d'une interview autour du film Âmes en stock, en 2009.

En 1999, elle décroche son premier contrat pour un épisode de la série télévisée Psi Factor, chroniques du paranormal, ce qui lui permet d'entamer une carrière à la télévision. S'ensuit un rôle de cinq épisodes dans Student Bodies, une sitcom destiné à un jeune public, puis une apparition dans un épisode de la série Sydney Fox, l'aventurière.
En 2001, elle décroche son premier rôle au cinéma et débute avec le long métrage horrifique Biohazardous, viendront ensuite, Smocking Herb ou encore le thriller dramatique Fabled, dans lequel elle incarne le rôle-titre féminin.
En 2002, elle porte le court métrage fantastique Daddy's Little Girl qui lui permet de remporter le titre de meilleure actrice lors du festival du film international et indépendant de New York, tient un second rôle dans la comédie romantique L'Amour sans préavis (2002) aux côtés de Hugh Grant et Sandra Bullock et apparaît dans la comédie romantique Amour et Amnésie au côté d'Adam Sandler et Drew Barrymore.
En parallèle, elle continue aussi d'apparaître de manière régulière, à la télévision, en multipliant les apparitions dans des séries comme Missing : Disparus sans laisser de trace, Méthode Zoé, Shérifs à Los Angeles, Les Experts : Miami, Les Experts : Manhattan, Esprits criminels, Dr House, etc.
Au cours des années 2000, l'actrice commence à se faire connaître et gagne une certaine reconnaissance auprès du public américain, en alternant cinéma et télévision.
Côté cinéma, elle est l'héroïne du film d'horreur Hellraiser : Hellworld avec Lance Henriksen, elle joue un second rôle dans la comédie sportive Cloud 9 avec Burt Reynolds puis retourne à la comédie romantique pour les longs métrages Playboy à saisir, portée par le duo Sarah Jessica Parker et Matthew McConaughey et l'indépendant Kiss Me Again, mais aucun de ces projets ne suscitent de réel engouement,.
À la télévision, elle incarne Ivana Trump dans un téléfilm biographique dramatique Trump Unauthorized aux côtés de Justin Louis qui incarne Donald Trump. Elle enchaîne ensuite un épisode de séries policières comme New York, police judiciaire et Les Experts.
En 2008, elle poursuit au cinéma et incarne l'une des têtes d'affiche du film d'horreur Amusement, aux côtés de Laura Breckenridge et Jessica Lucas. Le film est mal reçu par la critique.
En 2009, elle tient le rôle de Sveta dans la comédie dramatique Âmes en stock avec Paul Giamatti et Emily Watson. Cette comédie, présentée lors du Festival du film de Sundance, lui vaut une citation avec l'ensemble du casting pour le Gotham Independent Film Awards de la meilleure distribution.

#### Percée progressive et révélation

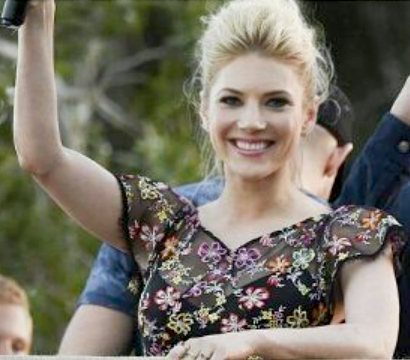
Katheryn Winnick au Comic-Con de San Diego, en 2017.

2010 est une année charnière pour l'actrice puisqu'elle est à l'affiche de nombreux longs métrages : le drame indépendant Tranced avec Josie Davis, ensuite, elle incarne Vivian face au tandem formé par Katherine Heigl et Ashton Kutcher dans la comédie d'action Kiss and Kill, qui à défaut de convaincre la critique lui permet de remplir les salles. Elle s'essaie aussi, à la science-fiction avec Radio Free Albemuth, sans succès au côté d'Alanis Morissette et Scott Wilson et confirme sa prestation dans Love, et autres drogues, avec Jake Gyllenhaal et Anne Hathaway.
Elle ne délaisse pas pour autant le petit écran et, entre 2010 et 2011, elle tient le rôle récurrent de Hannah Burley dans la série à succès Bones, ce qui lui permet de se faire connaître du grand public. Elle intervient également dans d'autres séries comme The Gates, The Glades ou encore Nikita.
En 2012, elle porte le court métrage dramatique et fantastique, salué par la critique, Children of the Air, qui lui vaut de remporter le titre de meilleure actrice lors du Festival du film de Beverly Hills. La même année, elle rejoint la prestigieuse distribution du thriller Les Derniers Affranchis, avec, entre autres, Al Pacino, Christopher Walken et Alan Arkin, joue les séductrices face à Charlie Sheen, Bill Murray et Jason Schwartzman pour la comédie Dans la tête de Charles Swan III et enfin, elle intervient dans un épisode de la série télévisée d'action Le Transporteur.
En 2013, avant de signer pour le rôle auquel elle doit sa célébrité, elle joue dans le film de gangsters parodique Art of the Steal avec Kurt Russell et Matt Dillon. Elle est ensuite choisie pour intégrer la distribution principale de la série  Vikings. Son rôle de la guerrière Lagertha, épouse de Ragnar Lothbrok, joué par Travis Fimmel, fait d'elle une star du petit écran et lui permet d'être citée à plusieurs reprises au titre de meilleure actrice dans une série télévisée.
En 2017, elle profite de sa nouvelle notoriété pour effectuer son retour sur grand écran avec le long métrage de fantasy La Tour sombre, secondant Idris Elba et retrouvant Matthew McConaughey. Le film reçoit un accueil critique défavorable mais réussit à convaincre au box office en décrochant la première place au moment de sa sortie. La même année, elle prête sa voix à l'un des personnages du jeu vidéo culte Call of Duty: WWII et est fortement envisagée par les fans de l'univers cinématographique DC pour prêter ses traits au personnage de Black Canary. Un rôle finalement attribué à Jurnee Smollett-Bell.
En 2018, elle porte le thriller Speed Kills, qui marque le retour de John Travolta, avec également Kellan Lutz (révélé par la saga Twilight), James Remar et Jennifer Esposito. L'actrice annonce aussi faire ses débuts en tant que réalisatrice pour la série Vikings, à partir de la sixième saison et en devient l'une des productrices.
En 2019, elle seconde Mads Mikkelsen et Vanessa Hudgens pour le film d'action néo-noir, Polar du réalisateur suédois Jonas Åkerlund. Il s'agit de l'adaptation du roman graphique Polar: Came from the Cold (2012) de Víctor Santos. Le film est distribué par la plateforme Netflix mais il est globalement très critiqué par les médias. La même année, elle est membre du jury du 2e Festival Canneséries, sous la présidence du réalisateur et scénariste suisse Baran bo Odar.
En 2020, elle interprète Jenny Hoyt dans la série policière Big Sky au côté de  Kylie Bunbury.
Elle est ensuite à l'affiche d'une nouvelle série télévisée développée par Netflix, Wu Assassins. Cette série mélange les arts martiaux et les éléments surnaturels. Elle joue une policière qui se retrouve au beau milieu d'une guerre de gangs.
En février 2023, elle devient ambassadrice de l'association d'aide à l'Ukraine United24 dans le cadre de l'invasion de l'Ukraine par la Russie.

## Filmographie

### Cinéma

#### Longs métrages
- 2001 : Biohazardous de Michael J. Hein : Jennifer
- 2002 : Smoking Herb de Richard Keith : Marcia
- 2002 : Fabled d'Ari Kirschenbaum : Liz
- 2002 : L'Amour sans préavis (Two Weeks Notice) de Marc Lawrence : Tiffany
- 2003 : Case départ (What Alice Found) d'A. Dean Bell : Julie
- 2004 : Amour et Amnésie (50 First Dates) de Peter Segal : la jeune femme
- 2004 : Au service de Satan (Satan's Little Helper) de Jeff Lieberman : Jenna Whooly
- 2004 : Canadian Pie (Going the Distance) de Mark Griffiths : Trish
- 2005 : Hellraiser 8 (Hellraiser: Hellworld) de Rick Bota : Chelsea[24]
- 2006 : Cloud 9 de Harry Basil : Olga
- 2006 : Playboy à saisir (Failure to Launch) de Tom Dey : Melissa
- 2006 : Kiss Me Again de William Tyler Smith : Chalice
- 2007 : When Nietzsche Wept de Pinchas Perry : Lou Salome
- 2008 : Amusement de John Simpson : Tabitha
- 2009 : Âmes en stock (Cold Souls) de Sophie Barthes : Sveta
- 2010 : Tranced de David M. Evans : Cleo
- 2010 : Kiss and Kill de Robert Luketic : Vivian
- 2010 : Radio Free Albemuth de John Alan Simon : Rachel Brady
- 2010 : Love, et autres drogues (Love and Other Drugs) d'Edward Zwick : Lisa
- 2011 : Choose de Marcus Graves : Fiona Wagner
- 2011 : Bat $#*! Crazy d'Ari Kirschenbaum et Marquette Williams : la petite amie
- 2012 : Les Derniers Affranchis (Stand Up Guys) de Fisher Stevens : Oxana
- 2012 : Dans la tête de Charles Swan III (A Glimpse Inside the Mind of Charles Swan III) de Roman Coppola : Ivana
- 2013 : Art of the Steal (The Art of the Steal) de Jonathan Sobol : Lola
- 2017 : La Tour Sombre (The Dark Tower) de Nikolaj Arcel : Laurie Chambers
- 2018 : Speed Kills (Cigarette) de John Luessenhop : Emily Gowen
- 2019 : Polar de Jonas Åkerlund : Vivian
- 2019 : Wander d'April Mullen : Elsa Viceroy
- 2021 : Le Vétéran (The Marksman) de Robert Lorenz : Sarah Pennington
- 2021 : Flag Day de Sean Penn : Patty Vogel

#### Courts métrages
- 2002 : Daddy's Little Girl d'Andrew Landesman
- 2004 : Our Time Is Up de Rob Pearlstein : Waif
- 2010 : Night and Day de Shawn Bell : July
- 2012 : Children of the Air de Damian Horan : Samantha Thomas
- 2016 : Stripped d'India Dupré : Margaret Dupre

### Télévision

#### Téléfilms
- 2005 : Trump Unauthorized de John David Coles : Ivana Trump
- 2006 : 13 Graves de Dominic Sena : Amy
- 2007 : Tipping Point de Michel Poulette : Nina
- 2007 : Law Dogs d'Adam Bernstein : Lisa Bennett

#### Séries télévisées
- 1999 : Psi Factor, chroniques du paranormal (PSI Factor: Chronicles of the Paranormal) : Suzie (saison 4, épisode 2)
- 1999-2000 : Student Bodies : Holly Benson (5 épisodes)
- 2000 : Sydney Fox, l'aventurière (Relic Hunter) : Roselyn (saison 1, épisode 14)
- 2001 : Screech Owls : Brianna Styles (saison 2, épisode 16)
- 2002 / 2009 : New York, section criminelle (Law and Order: Criminal Intent) : Karyn Barrett (saison 1, épisode 17) / Carrie Conlon (saison 8, épisode 5)
- 2002 : Tracker : Laura (saison 1, épisodes 18 et 19)
- 2003 : Oz : Liesel Robson (saison 6, épisode 5)
- 2003 : Missing : Disparus sans laisser de trace (1-800-Missing) : Julie Snyder (saison 2, épisode 6)
- 2003 : Méthode Zoé (Wild Card) : Kendall (saison 1, épisode 4)
- 2003 : Shérifs à Los Angeles (10-8: Officers on Duty) : Lucy Johnson (saison 1, épisode 11)
- 2004 : Les Experts : Miami (CSI: Miami) : Nicole Harjo (saison 2, épisode 22)
- 2005 : Les Experts : Manhattan (CSI: NY) : Lisa Kay (saison 2, épisode 4)
- 2006 : Esprits criminels (Criminal Minds) : Maggie Lowe (saison 1, épisode 18)
- 2007 : Dr House (House M.D.) : Eve (saison 3, épisode 12)
- 2008 : New York, police judiciaire (Law and Order) : Sarah Shipley (saison 18, épisode 18)
- 2009 : Les Experts (CSI: Crime Scene Investigation) : Maureen Martin (saison 9, épisode 10)
- 2010 : The Gates : Kat Russo (saison 1, épisode 9)
- 2010-2011 : Bones : Hannah Burley (saison 6, 7 épisodes)
- 2011 : The Glades : Valerie Dorman (saison 2, épisode 3)
- 2011 : Nikita : Kelly (saison 2, épisode 4)
- 2012 : Le Transporteur : Darcy Daniels (saison 1, épisode 9)
- 2013-2020 : Vikings : Lagertha (71 épisodes)
- 2015 : Vikings: Athelstan's Journal : Lagertha (web-série, 1 épisode)
- 2015 : Person of Interest : Frankie Wells (saison 4, épisode 18 : Un cheval de Troie)
- 2019 : Wu Assassins : Christine Gavin (9 épisodes)
- 2020-2023 : Big Sky : Jenny Hoyt

### Jeux vidéo
- 2017 : Call of Duty: WWII : Marie Fischer (voix originale)

## Distinctions
Sauf indication contraire ou complémentaire, les informations mentionnées dans cette section proviennent de la base de données IMDb.

### Récompenses
- New York International Independent Film & Video Festival 2002 : Meilleure actrice pour Daddy's Little Girl
- Festival du film de Beverly Hills 2012 : Meilleure actrice pour Children of the Air

### Nominations
- Gotham Awards 2009 : Meilleure distribution dans un film pour Âmes en stock
- Canadian Screen Awards 2014 : Meilleure actrice dans une série télévisée dramatique pour Vikings
- Women's Image Network Awards 2014 : Meilleure actrice dans une série télévisée dramatique pour Vikings
- Critics' Choice Television Awards 2015 : meilleure actrice dans un second rôle dans une série télévisée dramatique pour Vikings
- Women's Image Network Awards 2015 : Meilleure actrice dans une série télévisée dramatique pour Vikings
- Golden Maple Awards 2015 : Meilleure actrice dans une série télévisée diffusée aux États-Unis pour Vikings
- Women's Image Network Awards 2016 : Meilleure actrice dans une série télévisée dramatique pour Vikings

## Voix francophones
En France, Barbara Beretta est la voix française régulière de Katheryn Winnick. Elle la double notamment dans les films Les Derniers Affranchis, Art of the Steal et La Tour sombre ou encore dans  les séries Bones, Vikings et Big Sky.
Elle a également été doublée à deux reprises chacune par Véronique Desmadryl dans L'Amour sans préavis et Amour et Amnésie ainsi que par Barbara Kelsch dans Esprits criminels et Dr House. À titre exceptionnel, elle a été doublée par Naïké Fauveau dans Shérifs à Los Angeles, Delphine Moriau dans Au service de Satan, Carole Gioan dans Kiss and Kill, Marie Zidi dans Person of Interest, Marie Diot dans Polar, Hélène Van Dyck dans Wu Assassins, Céline Mauge dans Le Vétéran et Sophie Broustal dans Flag Day.